# 4. marinski polk (ZDA)
Za druge 4. polke glejte 4. polk.
4. marinski polk (angleško 4th Marine Regiment) je marinski polk Korpusa mornariške pehote ZDA.
Trenutno je v sestavi 3. marinske divizije in III. marinske ekspedicijske sile.